# Anita Blond
Anita Hudáček, mais conhecida como Anita Blond (Budapeste, 27 de maio de 1976) é uma atriz pornográfica húngara. Já utilizou os pseudônimos Anita Blonde, Anita Gold, Anita Hudacek, Anita Kelli e Anita Kelly.

## Biografia
Anita Blond nasceu em 27 de maio de 1976 em Budapeste, Hungria, tendo feito inicialmente trabalhos como modelo de glamour para a revista Penthouse, realizando logo em seguida seus primeiros trabalhos de hardcore para a Private. Sua estreia no cinema adulto se deu em meados dos anos 90 na Europa, onde se destaca em produções alemãs, italianas e francesas, e em filmes produzidos por Andrew Blake. Mais tarde ela partiu para os Estados Unidos ao lado de sua compatriota Anita Dark.[carece de fontes?] Além das produções de Blake, logo no início da carreira, realizou cenas ao lado de dois dos maiores nomes da indústria pornográfica, em Rock 'n Roll Rocco 2 com o ator italiano Rocco Siffredi, com participação de Anita Dark, e em The Loadman Cummith, onde Anita, com cabelo preto, compartilha a cena com Peter North. Ao longo dos anos, Anita se tornou, ao lado de Silvia Saint e Briana Banks, provavelmente uma das atrizes pornográficas de maior destaque da Europa Oriental.
Anita se aposentou da indústria em 2001, mas apareceu novamente ocasionalmente em produções italianas como J'adore (2004) sob o pseudônimo de Anita Gold, e como Anita Kelli em Vita da paparazzo (2008). Anita Blond participou de cerca de 100 filmes, sendo a maioria como protagonista.

## Filmografia
- 22 Hours Slutty Little Bitches
- The Red Corset
- Paris Chic
- Exhibitionist
- Blond & Brunettes
- Adventures In Paradise 7 Klimaxxx Productions Facial 1998 1 V
- America's 10 Most Wanted 1 Odyssey 1997 5 VDR
- America's 10 Most Wanted 3 Odyssey Facial 1998 3 VDRO
- Amorous Liaisons Xcel Facial 1996 1
- Anal Palace VCA 1996 VDRO
- Anita Blue Coyote Pictures Facial 1996 1
- Apocalypse Climax 1 Private Facial 1995 1 VDRO
- Apocalypse Climax 2 Private Facial 1995 2 VDR
- Arrowhead Private Facial 1995 6 VDRO
- Bald Beaver Blast VCA 2005 1 DR
- Beautiful Girls of Europe 2 Sunshine Films Facial 1995 1
- Big Babies In Budapest 1 Elegant Angel Productions 1996 5 VDRO